# Gergő Wöller
Gergő Wöller (* 18. März 1983 in Szombathely) ist ein ungarischer Ringer.

## Werdegang
Gergő Wöller begann im Jahre 1992 als Jugendlicher mit dem Ringen. Nach ersten Erfolgen wurde er Mitglied des Sportclubs Csepel SC und wechselte später zum TFSE Vasas Budapest. Trainiert wurde bzw. wird er von Tibor Komáromi, Istvan Gulyas, Levente Kovacs und Jenő Bódi. Er konzentriert sich ganz auf den freien Stil und ist Sportstudent. Seit dem Jahre 2005 ringt er in der deutschen Bundesliga für den SV Siegfried Hallbergmoos-Goldach. In der Saison 2009/10 wird er für den SV Germania Weingarten an den Start gehen.
Die internationale Laufbahn von Gergő Wöller, dessen Bruder Akos ebenfalls zu den ungarischen Spitzenringern im freien Stil zählt, begann im Jahre 1998 bei der Junioren-Weltmeisterschaft (Cadets) in Manchester. Er kam dort im Bantamgewicht auf den 12. Platz. Seine erste Medaille bei einer internationalen Meisterschaft gewann er bei der Junioren-Europameisterschaft (Juniors) 2002 in Tirana. Er gewann dort im Federgewicht hinter Anzori Chonelidse aus der Ukraine u. Schalwa Musiaschwili aus Georgien eine Bronzemedaille.
2003 startete er erstmals bei den Senioren und kam dabei bei der Europameisterschaft in Riga mit Siegen über Lukasz Goral aus Polen und Sergeys Samotuga aus Lettland und einer Niederlage gegen Arif Kama aus der Türkei auf einen guten 5. Platz. Bei der Weltmeisterschaft des gleichen Jahres in New York siegte er in seinem ersten Kampf gegen Arif Abdullayev aus Aserbaidschan klar mit 5:1 technischen Punkten. In seinem zweiten Kampf unterlag er aber gegen Sahit Prizreni aus Albanien. Nach den damaligen sehr eigenartigen Regeln des Internationalen Ringerverbandes (FILA) schieden die Ringer, die ihren zweiten Kampf verloren aus, während die Ringer, die ihren ersten Kampf verloren, weiterringen konnten. Deshalb ergab es sich, dass Gergő Wöller nach der Niederlage gegen Sahit Prizreni ausscheiden musste, während der von ihm im ersten Kampf geschlagene Arif Abdullayev weiterringen konnte. Dieser Ringer brachte dann das Kunststück fertig, alle fünf weiteren Kämpfe, die er bestritt, zu gewinnen und damit Weltmeister zu werden. Der Sieger über ihn, Gergő Wöller, landete auf dem 22. Platz.
Im Jahre 2004 konnte sich Gergő Wöller mit einem 3. Platz im Olympia-Qualif.-Turnier in Sofia für die Teilnahme an den Olympischen Spielen in Athen qualifizieren. In Athen verlor er aber seine beiden Kämpfe, gegen Ulan Nadirbek Uulu aus Kirgisistan und gegen Wassyl Fedoryschyn aus der Ukraine und landete abgeschlagen auf dem 19. Platz.
2005 kam Gergő Wöller bei der Weltmeisterschaft in Budapest im Federgewicht zu zwei Siegen, verlor aber im Viertelfinale gegen Lewani Chabradse aus Georgien und erreichte den 9. Platz. Auch im Jahre 2006 konnte er sich bei der Welt- und bei der Europameisterschaft nicht im Vorderfeld platzieren. Im Jahre 2007 gelang ihm dann aber der erste Medaillengewinn bei einer internationalen Meisterschaft bei den Senioren. Er belegte bei der Europameisterschaft in Sofia den 3. Platz nach einer Halbfinalniederlage gegen Wassyl Fedoryschyn. Im Kampf um die EM-Bronzemedaille besiegte er den Griechen Themistoklis Iakovidis. Bei der Weltmeisterschaft 2008 belegte er nach einer Niederlage in seinem zweiten Kampf gegen den Chinesen Quin He den 20. Platz.
Im Jahre 2008 gewann er bei der Europameisterschaft in Tampere im Federgewicht erneut die Bronzemedaille, die er sich mit einem Sieg über George Bucur aus Rumänien sicherte. Anschließend versuchte er sich in zwei Turnieren für die Olympischen Spiele in Peking zu qualifizieren. Mit den Plätzen 16. und 20. scheiterte er aber in Martigny/Schweiz und in Warschau bei diesem Vorhaben recht deutlich.
In Warschau startete er dabei letztmals im Federgewicht. Danach trat er nur mehr im Leichtgewicht an, um dem ständigen Abtrainieren zu entgehen. Ein erster Erfolg zeigte sich dabei noch im Jahre 2008, als er bei der Universitäten-Weltmeisterschaft in Thessaloniki im Leichtgewicht den 3. Platz belegte.
Bei der Europameisterschaft 2009 in Vilnius siegte Gergő Wöller über Dimitar Georgiew aus Bulgarien und Vitalijus Tavgenas aus Litauen, verlor aber gegen Yabral Hasanow aus Aserbaidschan und Malchaz Musiaschwili aus Georgien und kam damit im Leichtgewicht auf den 5. Platz.

## Internationale Erfolge
| Jahr | Platz | Wettbewerb                                  | Gewichtsklasse | |
| 1998 | 12.   | Junioren-WM (Cadets) in Manchester          | bis 57 kg KG   | Sieger: Erhan Bakir, Türkei vor Chropiridse, Georgien |
| 1999 | 11.   | Junioren-WM (Cadets) in Łódź                | bis 58 kg KG   | Sieger: Erhan Bakir vor Sadag Ismanow, Aserbaidschan |
| 2000 | 7.    | Junioren-EM (Cadets) in Bratislava          | bis 63 kg KG   | Sieger: Mehmet Macit, Türkei vor Renat Ozow, Russland |
| 2002 | 3.    | Junioren-EM (Juniors) in Tirana             | Feder          | hinter Anzori Chonelidse, Ukraine u. Schalwa Musiaschwili, Georgien, vor Peter Engelhardt, Deutschland                                                                                           |
| 2003 | 1.    | Intern. Junioren-Turnier in Budapest        | Feder          | vor Jouni Rosenlöf, Finnland, Gergely Szabo u. Akos Wöller, bde. Ungarn |
| 2003 | 5.    | EM in Riga                                  | Feder          | mit Siegen über Lukasz Goral, Polen u. Segeys Samotuga, Lettland u. einer Niederlage gegen Arif Kama, Türkei                                                                                     |
| 2003 | 3.    | Junioren-WM (Juniors) in Istanbul           | Feder          | mit Siegen über Stefan Spengler, Deutschland, Juri Markman, Israel u. Koba Kakaladse, Georgien, einer Niederlage gegen Machatsch Murtasalijew, Russland u. einem Sieg über Orhan Binboga, Türkei |
| 2003 | 22.   | WM in New York                              | Feder          | mit einem Sieg über Arif Abdullayev, Aserbaidschan u. einer Niederlage gegen Sahit Prizreni, Albanien                                                                                            |
| 2004 | 6.    | Olympia-Qualif.-Turnier in Bratislava       | Feder          | Sieger: Kamal Ustarchanow, Russland vor Anatoli Guidea, Bulgarien |
| 2004 | 3.    | Olympia-Qualif.-Turnier in Sofia            | Feder          | hinter Kenji Inoue, Japan u. Ibrahim Abdulrahman, Katar |
| 2004 | 19.   | OS in Athen                                 | Feder          | nach Niederlagen gegen Ulan Nadirbek Uuli, Kirgisistan u. Wassyl Fedoryschyn, Ukraine |
| 2005 | 1.    | Grosser Preis von Deutschland in Leipzig    | Feder          | vor Aljaksandr Karnizki, Belarus, Gergely Szabo, Petru Toarcă, Rumänien u. Krassimir Krastanow, Bulgarien                                                                                        |
| 2005 | 9.    | WM in Budapest                              | Feder          | mit Siegen über Jaanek Lips, Estland u. Andrius Voitechovskis, Litauen u. einer Niederlage gegen Lewani Chabradse, Georgien                                                                      |
| 2006 | 11.   | EM in Moskau                                | Feder          | nach einer Niederlage gegen Malchaz Kurdjani, Georgien |
| 2006 | 1.    | Grosser Preis von Deutschland in Leipzig    | Feder          | vor Alexander Kropf u. Stefan Spengler, bde. Deutschland, Alexander Kontojew, Russland u. Giorgi Gelaschwili, Deutschland                                                                        |
| 2006 | 13.   | WM in Guangzhou/China                       | Feder          | mit einem Sieg über Saeed Al Qubaisi, Vereinigte Arabische Emirate u. einer Niederlage gegen Noriyuki Takatsuki, Japan                                                                           |
| 2007 | 3.    | EM in Sofia                                 | Feder          | mit Siegen über Klodian Terzin, Albanien u. Ersin Cetin, Türkei, einer Niederlage gegen Wassyl Fedoryschyn u. einem Sieg über Themistoklis Iakovidis, Griechenland                               |
| 2007 | 5.    | Grosser Preis von Deutschland in Leipzig    | Feder          | hinter Yandro Quintana, Kuba, Petru Toarcă, Basar Basargurujew, Kirgisistan u. Andrei Perpelitsa, Moldawien                                                                                      |
| 2007 | 20.   | WM in Baku                                  | Feder          | mit einem Sieg über Petru Toarcă u. einer Niederlage gegen Qin He, China |
| 2008 | 3.    | EM in Tampere                               | Feder          | mit Siegen über Themistoklis Iakovidis u. Jaanek Lips, einer Niederlage gegen Didier Païs, Frankreich u. einem Sieg über George Bucur, Rumänien                                                  |
| 2008 | 16.   | Olympia-Qualif.-Turnier in Martigny/Schweiz | Feder          | Sieger: Yandro Quintana vor Selimchan Chusseinow, Aserbaidschan |
| 2008 | 20.   | Olympia-Qualif.-Turnier in Warschau         | Feder          | Sieger: Kenichi Yamoto, Japan vor Kim Jong-dae, Südkorea |
| 2008 | 3.    | Universitäten-WM in Thessaloniki            | Leicht         | hinter Tatsuhiro Yonemitsu, Japan u. Yasin Bolat, Türkei, gemeinsam mit Nikolai Kurtew, Bulgarien                                                                                                |
| 2009 | 5.    | EM in Vilnius                               | Leicht         | mit Sieg über Dimitar Georgiew, Bulgarien, Niederlage gegen Yabral Hasanow, Aserbaidschan, Sieg über Vitalijus Tavgenas, Litauen u. Niederlage gegen Malchaz Musiaschwili, Georgien              |

Anm.: alle Wettbewerbe im freien Stil, Federgewicht, bis 60 kg, Leichtgewicht, bis 66 kg Körpergewicht (KG)